# Diecezja Viana (Brazylia)
Diecezja Viana – diecezja rzymskokatolicka w Brazylii, powstała w 1962 z terenu archidiecezji  São Luís do Maranhão.

## Biskupi diecezjalni
- Amleto de Angelis, M.S.C. (1963–1967)
- Francisco Hélio Campos (1969–1975)
- Adalberto Paulo da Silva, O.F.M. Cap. (1975–1995)
- Xavier de Maupeou (1998–2010)
- Sebastião Lima Duarte (2010–2017)
- Evaldo Carvalho dos Santos (od 2019)